# 郭铭 (明朝)
郭铭（14世纪1372年后—1402年），明朝开国武将郭英和妾室严氏子。郭贵妃父。追封武定侯。
郭铭是郭英庶次子，还有同母弟郭镛。妻子徐氏是徐達堂妹。长女为郭贵妃，次女为汉王朱高煦妾室。徐氏生郭铭长子郭琮，次子郭玹:56，58。母亲严氏（1429年逝世）墓志提及，其次子郭玹之后的男孙“曰琛、瑄、瑀、琬、琰”，“孙女四，长即贵妃，馀未醮”:61。未知是同母弟郭镛子女，还是郭铭妾室所生子女。
辽王朱植的妻子郭妃是郭铭的姐妹，郭铭亦是辽王府典宝:57。靖难之役开始后，建文帝命辽王朱植渡海来到南京。郭铭是否同回，不得而知:19。妻子徐氏的墓志称建文四年（1402年）时，郭铭“效忠国事，殁于泗州，遗命夫人为育诸孤”:57。当年五月，镇守泗州的指挥周景初投降靖难军。故当代研究者认为，郭铭是在泗州主帅不战而降的情况下，为建文帝自杀尽忠:19:57。
永乐二十二年（1424年），明仁宗登基后。长女郭氏受封为贵妃。张皇后和郭贵妃的家族以“戚恩”受封。张皇后逝世的父亲张麒追封彭城侯。郭铭亦追封武定侯。妻子徐氏封太夫人。次子郭玹袭武定侯:59—61。